# ليام ستيرنبيرغ
ليام ستيرنبيرغ (بالإنجليزية: Liam Sternberg)‏ هو كاتب أغاني ومنتج أسطوانات أمريكي، ولد في 1949.

## وصلات خارجية
- ليام ستيرنبيرغ على موقع IMDb (الإنجليزية)
- ليام ستيرنبيرغ على موقع ميوزك برينز (الإنجليزية)
- ليام ستيرنبيرغ على موقع أول ميوزيك (الإنجليزية)
- ليام ستيرنبيرغ على موقع ديسكوغز (الإنجليزية)
- ليام ستيرنبيرغ على موقع قاعدة بيانات الفيلم (الإنجليزية)